# Fini
Fini (gr. Φοινί) – wieś w Republice Cypryjskiej, w dystrykcie Limassol. W 2011 roku liczyła 391 mieszkańców.